# Eugenie Hauptmannová
Eugenie Hauptmannová, rozená Somer (13. dubna 1865 Česká Lípa – 18. května 1933 tamtéž), byla česká malířka.

## Život
Narodila se v České Lípě v rodině kupce a obchodníka Eduarda Sommera a jeho ženy Františky roz. Greschelové. Již v dětství ráda malovala a jejího talentu si všiml její učitel Jan Nepomuk Willomitzer. Od 13 let navštěvovala výtvarný kroužek českolipského malíře Eduarda Steffena, který jí doporučil, aby pokračovala ve studiu na vídeňské akademii. Studium ve Vídni zdárně absolvovala a další školení si později doplnila na malířské akademii v Drážďanech, studovala též na akademii v Mnichově a v Paříži.
Nějaký čas pracovala ve Vídni v Uměleckohistorickém museu jako restaurátorka. V roce 1894 se vrátila do České Lípy a záhy se provdala za lékaře Eduarda Hauptmanna. Její manželství však nemělo dlouhého trvání, neboť její manžel v roce 1901 náhle zemřel. V roce 1902 využila stipendia jednoho pražského výtvarného spolku a odjela do Mnichova.
Malířka ráda cestovala, během svého pobytu v Budyšíně využila lukrativní nabídku na výzdobu vily a Drážďanský pobyt, kde žila plných pět let ji inspiroval k namalování obrazu „Jarmark v Drážďanech“. Vystavovala v řadě evropských měst, například v Praze, Mnichově, Drážďanech a v Londýně. Domů do rodného města se vždy vracela do domku v Mariánské ulici, kde také roku 1933 zemřela.
V České Lípě se nachází několik obrazů v místních kostelích. V kostele sv. Kříže se nachází obraz sv. Aloise a rovněž zde vyzdobila medailonky lavice. Další obraz se nalézá v kostele sv. Maří Magdaleny a jeden její obraz zdobí kapli v Modlivém dole.

## Výstavy

### Kolektivní
- 2017 – Metznerbund. Dějiny uměleckého spolku v Čechách 1920–1945, Oblastní galerie Liberec (Lázně), Liberec

## Galerie

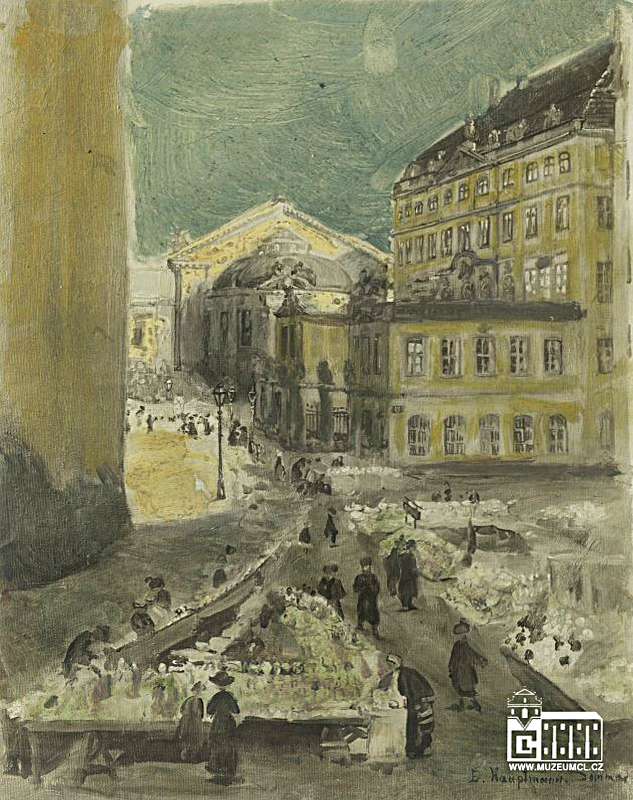
Jarmark v Drážďanech
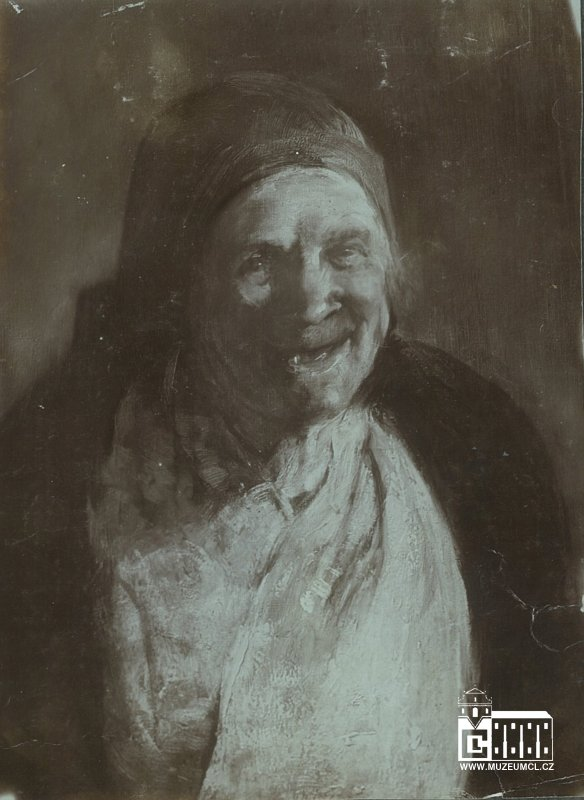
Stařena
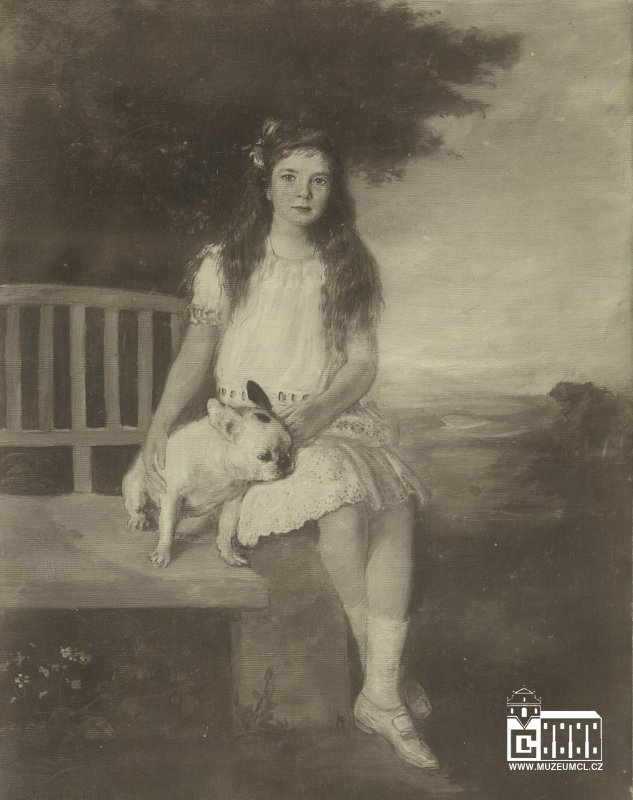
Komtesa Sofie Šternberková
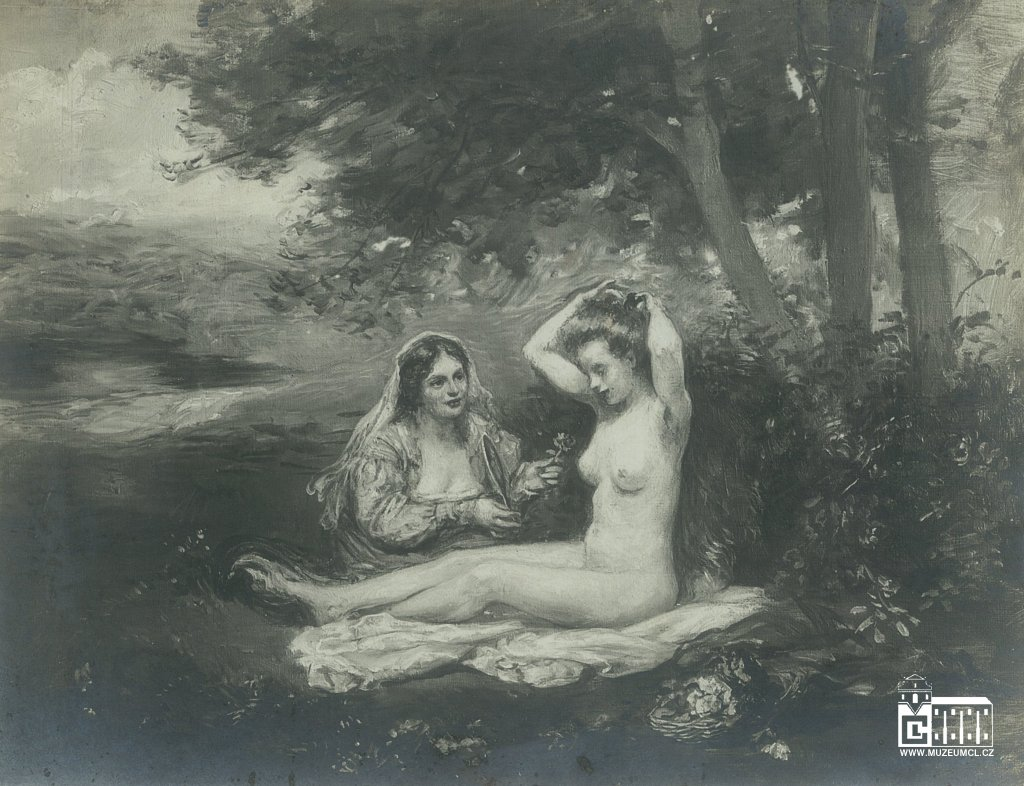
Čas růží
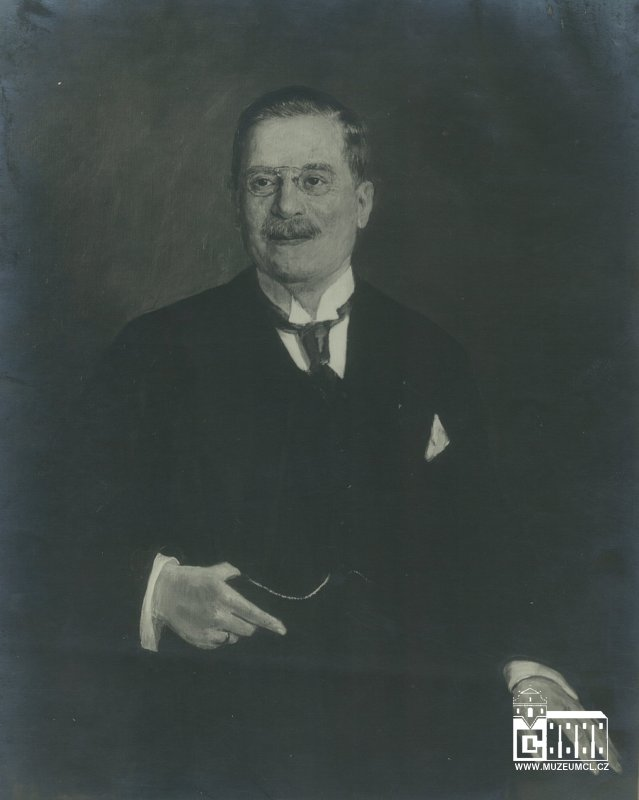
Majitel českolipské kartounky Arnold Rosenthal
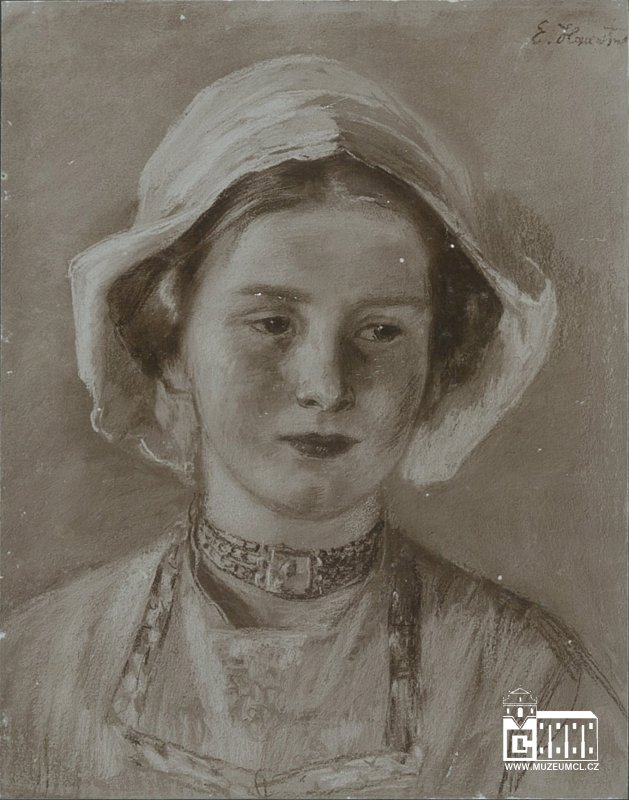
Holanďanka